# Onda de calor na América do Norte em 2021
A onda de calor na América do Norte em 2021 foi uma extrema onda de calor que afetou grande parte do Noroeste Pacífico e Oeste do Canadá. Em particular, atingiu o Norte da Califórnia, Idaho, oeste de Nevada, Óregon e Washington nos Estados Unidos, bem como a Colúmbia Britânica e, em sua fase posterior, Alberta, os Territórios do Noroeste, Saskatchewan e Yukon no Canadá. Também afetou áreas do interior do centro e sul da Califórnia, noroeste e sul de Nevada e partes de Wyoming e Montana, embora as anomalias de temperatura não fossem tão extremas quanto as regiões mais ao norte.
A onda de calor apareceu em junho de 2021 devido a uma crista excepcionalmente forte centrada sobre a área, cuja força foi um efeito das mudanças climáticas. Isso resultou em algumas das temperaturas mais altas já registradas na região, incluindo a temperatura mais alta já medida na história do Canadá, 49,6 °C.
A onda de calor provocou inúmeros e extensos incêndios florestais, atingindo centenas de quilômetros quadrados de área, que levaram a uma grande perturbação em diversas estradas. Um deles destruiu em grande parte a vila de Lytton, Colúmbia Britânica, local onde foi estabelecido o recorde de temperatura na história do Canadá. O calor também causou danos à infraestrutura rodoviária e ferroviária, forçou o fechamento de empresas, interrompeu eventos culturais e provocou o derretimento extenso de coberturas de neve, algumas das quais resultaram em inundações.
O número exato de mortos ainda é desconhecido, mas está crescendo. Em 2 de julho de 2021, o legista-chefe da Colúmbia Britânica disse que mais 480 mortes súbitas do que o normal foram relatadas na província, sugerindo que a maioria ou todos eles poderiam ter morrido como resultado do calor, sem contar as mortes até agora não relatadas nos bancos de dados. Nos Estados Unidos, pelo menos 100 em Óregon (das quais 64 estão no Condado de Multnomah, que inclui Portland) e pelo menos 38 em Washington morreram devido à onda de calor.